# The Road to Yesterday
The Road to Yesterday is een Amerikaanse dramafilm uit 1925 onder regie van Cecil B. DeMille. De film werd destijds uitgebracht onder de titel Londen in gevaar.

## Verhaal
Malena Paulton is frigide. Ze leert dat ze in een vorig leven een zigeunerin was, die werd verbrand op bevel van koningin Elizabeth.

## Rolverdeling
| Acteur             | Personage        |
| ------------------ | ---------------- |
| Joseph Schildkraut | Kenneth Paulton  |
| Jetta Goudal       | Malena Paulton   |
| William Boyd       | Jack Moreland    |
| Vera Reynolds      | Beth Tyrell      |
| Trixie Friganza    | Harriet Tyrell   |
| Casson Ferguson    | Adrian Thompkyns |
| Julia Faye         | Dolly Foules     |
| Clarence Burton    | Hugh Armstrong   |
| Charles West       | Watt Earnshaw    |
| Josephine Norman   | Anne Vener       |